# Élections régionales togolaises de 2024
Les élections régionales togolaises de 2024 ont eu lieu le 29 avril 2024 en même temps que les élections législatives afin d'élire pour la première fois les conseillers régionaux du Togo.
Le scrutin a été largement remporté par l'Union pour la République du président Faure Gnassingbé.

## Contexte
Il s'agit des toutes premières élections régionales organisées dans le pays, subdivisé en cinq régions pour un total de 179 conseillers régionaux. Le scrutin intervient dans le cadre d'une décentralisation amorcée en 2019 avec la tenue d'élections municipales, les premières depuis 1987. Cette décentralisation doit conduire à l'élection par les conseillers municipaux et régionaux des deux tiers des membres du Sénat, le tiers restant étant nommé par le président de la république. La révision constitutionnelle de 2019 a en effet introduite cette chambre haute, dotant le Togo d'un parlement bicaméral,,.
La vie politique du pays est dominée par l'Union pour la République (UNIR) au pouvoir. Son chef, Faure Gnassingbé, est au pouvoir depuis la mort de son père Gnassingbé Eyadéma en 2005. D'abord président par intérim, il est élu à la présidence de la république la même année, puis réélu en 2010, 2015 et 2020. Cette « démocratie dynastique » se maintient de scrutin en scrutin par la répression de l'opposition, l'opacité du décompte des voix et la modification de la constitution à son profit,.
Initialement prévues pour décembre 2023, le élections sont finalement reportées, Faure Gnassingbé annonçant le 27 novembre leur report à la fin du premier trimestre 2024. Le gouvernement annonce finalement le 9 fevrier 2024 la tenue des élections législatives et régionales pour le 13 avril suivant, avant, le 24 février, de les décaler au 20 avril. Initialement prévu le 20 avril 2024, les élections législatives et régionale sont repoussés à une date ultérieure, puis fixées le 9 avril au 29 du même mois, avec une campagne électorale du 13 au 27. Le 23 avril, la demande de l'Église catholique de déployer des observateurs pendant le scrutin est rejetée par la Commission électorale.

## Résultats
Comme attendu, l'Union pour la République (UNIR) du président Faure Gnassingbé — qui arrive largement en tête des élections législatives organisées simultanément — remporte également la quasi totalité des sièges de conseillers régionaux, avec 137 sièges sur 179. Du côté de l'opposition, l'Alliance des démocrates pour le développement intégral  (ADDI) remporte 9 sièges, l'Alliance nationale pour le changement (ANC) 8, le Bloc alternatif togolais pour une innovation républicaine (BATIR) et l'Union des forces de changement (UFC) 5 chacun, la Dynamique pour la majorité du peuple (DMP) 4, les Forces démocratiques pour la République (FDR) 3 et le Pacte socialiste pour le renouveau (PSR) 2. Enfin, le Nouvel engagement togolais (NET), le Parti des démocrates panafricains (PDP) , le Comité d'action pour le renouveau (CAR), la Voix des sans voix, Nouveau départ et la liste « HP » ont eu chacun 1 siège . Ce résultat devrait assurer la mainmise de l'UNIR sur le futur Sénat,,.